# Eremias
Eremias é um género de répteis escamados pertencente à família Lacertidae.

## Espécies
- Eremias acutirostris
- Eremias afghanistanica
- Eremias andersoni
- Eremias argus
- Eremias arguta
- Eremias aria
- Eremias brenchleyi
- Eremias buechneri
- Eremias fasciata
- Eremias grammica
- Eremias intermedia
- Eremias lalezharica
- Eremias lineolata
- Eremias montanus
- Eremias multiocellata
- Eremias nigrocellata
- Eremias nigrolateralis
- Eremias nikolskii
- Eremias persica
- Eremias pleskei
- Eremias przewalskii
- Eremias quadrifrons
- Eremias regeli
- Eremias scripta
- Eremias strauchi
- Eremias suphani
- Eremias velox
- Eremias vermiculata